# Hippeastrum ferreyrae
Hippeastrum ferreyrae là một loài thực vật có hoa trong họ Amaryllidaceae. Loài này được (Traub) Gereau & Brako mô tả khoa học đầu tiên năm 1993.